# Nothogynus
Nothogynus (лат.) — род клещей из надсемейства Microgynioidea отряда Mesostigmata. Единственный в семействе Nothogynidae.
Мелкие клещи размером менее 0,5 мм. Пальпы 4-члениковые. Мезонотальная область с 4 субовальными пластинками, лишёнными щетинок, но окруженными многочисленными сетами. Передние лапки без коготков. Пигидиальный щит без щетинок. Обнаружены в подстилочном слое субтропических и тропических дождевых лесов Австралии, являются эндемиками Квинсленда.

## Классификация
В род включают 2 вида:
- Nothogynus camini Walter & Krantz, 1999
- Nothogynus klompeni Walter & Krantz, 1999